# Демчук Максим Сергійович
Максим Сергійович Демчук (нар. 12 жовтня 1998, Житомирська область) — український футболіст, захисник клубу «Нива» (Тернопіль).

## Життєпис
Футболом розпочав займатися в київському клубі «Мастер-Юніор», але вже незабаром перебрався до іншої столичної школи, ДЮСШ-15. З 2016 по 2020 рік навчався в НПУ ім. М. Драгоманова, де виступав за університетську футбольну команду. У липні 2018 року перейшов до «Чорноморця». За молодіжну команду одеситів зіграв 9 матчів і в грудні того ж року залишив розташування клубу. 
Нива Тернопіль
Наприкінці лютого 2019 року підписав контракт з тернопільською «Нивою». У складі тернополян дебютував 6 квітня 2019 року в програному (0:2) виїзному поєдинку 18-го туру групи А Другої ліги України проти житомирського «Полісся». Максим вийшов на поле в стартовому складі та відіграв увесь матч. Дебютним голом за «Ниву» відзначився 25 серпня 2019 року на 47-ій хвилині переможного (3:1) виїзного поєдинку 5-го туру групи А Другої ліги України проти «Калуша». Демчук вийшов на поле в стартовому складі та відіграв увесь матч. За підсумками сезону 2019/20 років допоміг «Ниві» виграти групу А Другої ліги та підвищитися в класі. У Першій лізі України дебютував 5 вересня 2020 року в нічийному (1:1) виїзному поєдинку 1-го туру проти харківського «Металіста 1925». Демчук вийшов на поле в стартовому складі та відіграв увесь матч. У Першій лізі України дебютним голом відзначився 25 листопада 2020 року на 47-ій хвилині (реалізував пенальті) переможного (2:1) домашнього поєдинку 15-го туру проти херсонського «Кристалу». Максим вийшов на поле в стартовому складі та відіграв увесь матч.